# Zegelraad

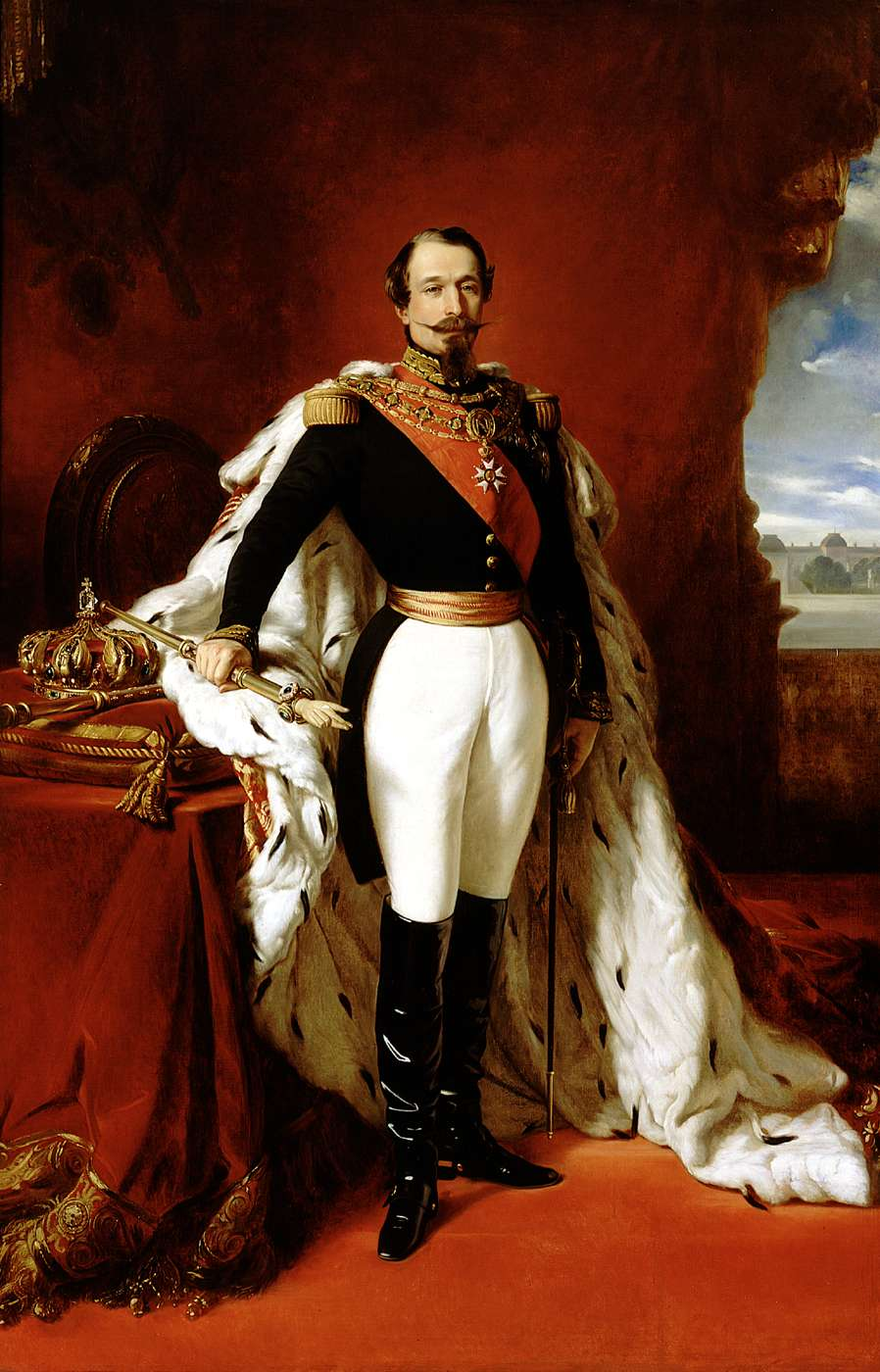
Portret van Napoleon III door Franz Xaver Winterhalter, olieverf op doek, 1855.

De Zegelraad (Frans: Conseil du Sceau) was een staatsorgaan in Frankrijk ten tijde van het Eerste Franse Keizerrijk en het Tweede Franse Keizerrijk. Het was een adviesorgaan dat de keizer der Fransen adviseerde hij het verlenen van adellijke titels.

## Eerste Franse Keizerrijk (1808-1814)
Op 1 maart 1808 richtte keizer Napoleon Bonaparte bij decreet de Zegelraad op. De raad bestond uit Jean-Jacques-Régis de Cambacérès, drie senatoren, twee leden van de Raad van State, een procureur en een secretaris-generaal. De voornaamste opdracht van de Zegelraad was het adviseren van de keizer der Fransen omtrent adelstandverheffingen en de toekenning van keizerlijke titels die daar onlosmakelijk mee was verbonden, alsook omtrent het beheer en het overdragen van zulke titels. De Zegelraad had bovendien de taak om de wapenschilden van de Franse steden en gemeenten vast te leggen. Tijdens de Restauratie schortte men op 15 juli 1814 de werkzaamheden van de Zegelraad op.

## Tweede Franse Keizerrijk (1859-1872)
Ten tijde van het Tweede Franse Keizerrijk blies keizer Napoleon III de Zegelraad nieuw leven in bij decreet van 8 januari 1859. De bevoegdheden van de Zegelraad werden hierbij evenwel hervormd. Voortaan was de Zegelraad immers bevoegd om de keizer advies te geven omtrent het toekennen, bevestigen en erkennen van adellijke titels, zij het dat de uiteindelijke beslissing bij de keizer lag. Bovendien diende de raad op vraag van elke Franse burger een onderzoek te voeren naar de juistheid van bepaalde bestaande titels.
Na de afkondiging van de Derde Franse Republiek op 4 september 1870 werd de Zegelraad op 10 januari 1872 definitief afgeschaft. De bevoegdheden van de Zegelraad werden overgenomen door het ministerie van Justitie.